# Hervé Bazin
Hervé Bazin (Angers, 17 de abril de 1911 - Angers, 17 de fevereiro de 1996) foi um poeta francês, cujos romances mais conhecidos são de caráter semi-autobiográficos de crises da adolescência e de famílias disfuncionais.

## As propostas de Hervé Bazin
Ele é conhecido por suas propostas de sinais de pontuação inusitados, que representariam diferentes emoções ou dariam novos sentidos às frases.
- – ponto de "ironia"
- – ponto de "dúvida"
- – ponto de "certeza"
- – ponto de "aclamação"
- – ponto de "autoridade"
- – ponto de "amor"

## Obras publicadas em português
| Nº | Título em Português               | Título original    | Tradutor             | Ano  |
| -- | --------------------------------- | ------------------ | -------------------- | ---- |
| 01 | Levanta-te e anda : romance       | Leve-toi et marche | Sandra Rocha Arakawa | 1994 |
| 02 | Madame Ex                         | Madame Ex          | Luis Gama            | 1976 |
| 03 | O demônio da meia-noite : romance | Le demon de minuit | Marcos Bagno         | 1990 |